# Geschleif
Das Geschleif war im Fürstentum Schwarzburg-Sondershausen ein Längenmaß für Stränge von Garnen aus Flachs und Hanf. Das Maß galt noch über den 1. Januar 1849 hinaus, dem Einführungstag des Preußischen Maßsystems.
Beim Aufwinden des Garns auf die Zählhaspel wurde nacheinander jeweils eine regional unterschiedliche Anzahl sogenannter Faden zu einem Gebinde verschnürt oder abgebunden (daher der Name „Gebinde“). Eine bestimmte Menge von Gebinden bildete schließlich den fertigen Garnstrang. Ein Faden wurde durch eine volle Umdrehung einer Haspel abgemessen. Die Fadenlänge war daher vom Umfang der Haspel abhängig. 
- 1 Elle = 0,66694 Meter[1]
- 1 Faden = 2 Ellen
- 1 Geschleif = 20 Gebinde = 1200 Faden = 2400 Ellen = 1600,656 Meter

## Andere Bezeichnungen für das Maß von Strängen
- Écheveau
- Hank
- Lopp
- Roof
- Schneller
- Toll
- Zaspel